# ألاجوس سزوكولي
ألاجوس سزوكولي (اللفظ المجري: ‎[ˈɒlɒjoʃ ˈsokoji]‏; (بالسلوفاكية: Alojz Sokol)‏، 19 يونيو 1871 – 9 سبتمر 1932) هو رياضيّ ألعاب قوى سلوفاكي ممثّل لمملكة المجر.
شارك سزوكولي في الألعاب الأولمبية الصيفية 1896 وحقق الميدالية البرونزية في سباق الـ100 متر.